# Glock 17L
Introduit sur les marchés civils nord-américains et européens en  1987, le Glock 17L (pour Lang ou Long) constitue une variante du Glock 17 destinée au tir sportif. Il disparait en 2010 du  catalogue du fabricant au profit du Glock 34 (apparu en 1998).

## Présentation
Puisqu'il  constitue une version de tir sportif du Glock 17, cette arme de poing est munie
- d'un canon plus long qui est compensé ;
- d'une hausse réglable  mais sa mire reste fixe.

Le G17L a une finition de couleur noire mate. Il possède des rayures de maintien placées à l'arrière de la crosse et d'un pontet rectangulaire 
On trouve le marquage du modèle à l'avant gauche de la culasse.

## Diffusion
Arme adaptée au tir sportif de vitesse,  elle permit à  l'Américain Armando Valdes de remporter le titre mondial en 1990 dans la catégorie standard
Mais le G17L équipe (ou équipait) quelques unités de police à travers le monde :
- France Les policiers du RAID furent les premiers utilisateurs français de pistolets Glock en se dotant de  G17L.
- Ouzbékistan Adopté par le Service National de Sécurité.
- Roumanie En service au sein de la Brigade Anti-terroriste.
- Thaïlande. Utilisé par la Royal Thai Police.

Ces policiers d'élite l'emploient souvent parallèlement aux Glock 17, 19 et 26 de même calibre.

## Le Glock 17L dans la culture populaire
- Moins connu du grand public que le Glock 17 originel, le G17L est quand même présent les grands et petits écrans. Ainsi il apparait au poing  de Jean Reno tenant le premier rôle  dans L'Immortel, mais aussi dans  les mains de Stellan Skarsgård jouant Gregor dans Ronin ou dans celles des personnages principaux de  	Judas Kiss (version 1998) que sont  	Junior Armstrong 	(Simon Baker) et Coco Chavez (Carla Gugino). Pour un spectateur attentif, il est aussi  visible dans Collatéral 	 et John Wick 2.

- A la télévision c'est l'arme de Tempus (joué par Lane Davies) dans Lois & Clark: Les nouvelles aventures de Superman et de Sister Eda dans le japanime Black Lagoon.

## Airsoft
- Comme pour presque tous les pistolets Glock, il en existe des répliques Airsoft.